# 普鲁士的路易·斐迪南
路易·斐迪南（1907年11月9日—1994年9月25日），全名路易·斐迪南·维克多·爱德华·阿尔贝特·米夏埃尔·胡贝图斯（德语：Louis Ferdinand Viktor Eduard Albert Michael Hubertus）。普鲁士亲王兼德国霍亨索伦家族首领。

## 生平
路易·斐迪南是德意志帝國兼普魯士王國储君、德国霍亨索伦家族首领威廉与夫人梅克伦堡-什未林公主塞西莉娅的次子。1907年生于波茨坦。他诞生时是德国皇位的第三位继承人。他的童年几乎在但泽度过。后来在柏林学习经济学，而不像其他家族成员在军队服役。德国君主制被推翻后曾周游列国并在美国底特律定居过一段时间。在这里他与亨利·福特成为朋友，并认识了富兰克林·德拉诺·罗斯福。他对工程学产生了很大的兴趣。
1933年，路易·斐迪南的长兄威廉因与平民结婚放弃王位继承权，他成为父亲威廉皇储的第一继承人并返回德国。回国后他专注于航空工业。1940年长兄威廉在法国戰役战死，納粹德國元首阿道夫·希特勒下令禁止霍亨索伦家族成员加入德军的任何军事行动。从此他与納粹德國断绝关系。从1940年到1945年，路易·斐迪南生活在西普鲁士。他与流亡荷兰多伦的祖父威廉二世一直保持联系，路易·斐迪南卷入了1944年7月20日密谋案，并希望可以推翻納粹黨和希特勒，恢复德国的君主制。參與謀殺的纳粹德國將领失败后被槍決，路易·斐迪南亦受到盖世太保的盘问，但最终未能证明他参与了7月20日密谋。
1951年，他的父亲威廉皇储去世，他成为普鲁士王位继承人和霍亨索伦家族的首领。1954年他与汉诺威王子恩斯特·奧古斯特四世一起参加了当年的西德总统竞选。二人都以失败告终，各只得一票。特奥多尔·豪斯继任德国联邦总统。
1988年，路易·斐迪南的祖父威廉二世登基100周年，他为威廉二世的传记《德国显得强大：威廉二世的时代》（Als Deutschland machtig schien. Die Ara Wilhelm II）的再版撰写了序言。
兩德統一后，路易·斐迪南将部分霍亨索伦家族成员的遗体重新安葬在波茨坦的皇家墓穴。
1994年9月25日，路易·斐迪南在不来梅去世，安葬在霍亨索伦城堡的地下墓室。他的孙子格奥尔格·弗里德里希继承了他的所有头衔。
路易·斐迪南还是一位作曲家和艺术赞助者。

## 婚姻与子女

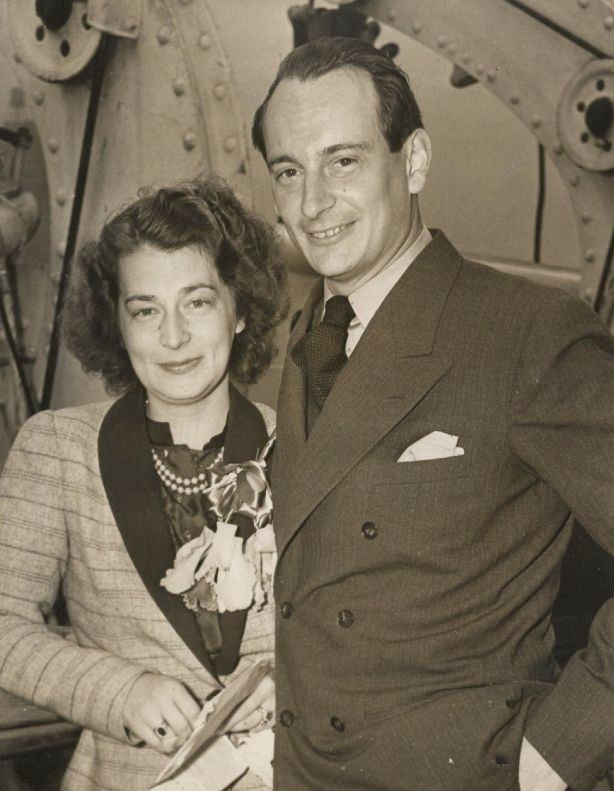
路易·斐迪南和琪拉。

1938年，路易·斐迪南与俄羅斯的琪拉·基里洛芙娜结婚。琪拉的父親是羅曼諾夫王朝首領基里爾大公，母親是英國維多利亞女王次子阿爾弗雷德的女兒維多利亞·梅麗塔。由于二人信仰不同，他们先于5月2日在波茨坦以东正教仪式举行了婚礼，后来又在荷兰多伦以新教信義宗仪式举行了婚礼。二人婚后有四子三女：
- 长子腓特烈·威廉（Friedrich Wilhelm，1939年—2015年），生于柏林，1967年因与平民结婚失去王位继承权。他结婚三次，有三子一女。
- 次子米夏埃爾（英语：Prince Michael of Prussia）（Michael，1940年—2014年），生于柏林，1966年因与平民结婚失去王位继承权。他结婚两次，有二女。
- 长女玛莉·塞西莱·基拉·维多利亚·路易丝（Marie Cécile Kira Viktoria Louise），1942年生，1965年嫁给奥尔登堡大公世子尼库劳斯的第四子弗里德里希·奥古斯特（1936年生），有一子二女。二人于1989年离婚。弗里德里希·奥古斯特后来娶了小路易·斐迪南的未亡人多娜塔。
- 次女基拉·奥古斯苔·维多利亚·弗里德里凯（Kira Auguste Viktoria Friederike，1943年—2004年），嫁给美国平民托马斯·弗兰克·利坡斯讷尔。
- 三子路易·斐迪南·奥斯卡·克里斯蒂安（Louis Ferdinand Oskar Christian，1944年8月25日—1977年7月11日），路易·斐迪南的继承人，1975年5月24日娶卡斯特尔-吕登豪森伯爵西格弗里德的长女多娜塔·爱玛（Donata Emma Gfn zu Castell-Rüdenhausen，1950年生）。1977年因病早逝，继承权传给独子格奥尔格·弗里德里希。
- 四子克里斯蒂安-西吉斯蒙德·路易·斐迪南·基利安（Christian-Sigismund Louis Ferdinand Kilian），1946年3月14日生，1984年娶莱文特洛女伯爵妮娜（Nina Gfn zu Reventlow），有一子一女。
- 三女克塞妮娅·索菲·夏洛特·塞西莉埃（Xenia Sophie Charlotte Cecilie，1949年—1992年），1973年与瑞典人佩尔-爱德华·林汤德尔（Per-Edvard Lithander）结婚，有二子，1978年离婚。

| 前任： 德国皇储威廉 | 德国霍亨索伦家族首领 1951年—1994年 | 继任： 格奥尔格·弗里德里希 |